# Святое (Ровненская область)
Святое (укр. Святе) — село в Мизочской поселковой общине Ровненского района Ровненской области Украины.
До 2020 года входило в Здолбуновский район.
Население по переписи 2001 года составляло 56 человек. Почтовый индекс — 35752. Телефонный код — 3652. Код КОАТУУ — 5622680805.